# Millennium Line
| Ein Zug in der Station Rupert |                      |  |  |  |                           |                           |
| Streckenlänge: | 20,3 km              |  |  |  |                           |                           |
| Spurweite: | 1435 mm (Normalspur) |  |  |  |                           |                           |
| |                      |  |  |  |                           |                           |
| \| \| \| \| \| \| SeaBus \| \| \| Waterfront \| Waterfront \| \| \| \| West Coast Express \| West Coast Express \| \| Dunsmuir-Tunnel \| \| \| \| \| \| \| \| Burrard \| \| \| \| \| \| \| \| Canada Line \| \| \| \| \| \| \| \| Granville \| \| \| \| \| \| \| \| \| \| \| \| \| \| \| \| \| \| \| \| \| Stadium–Chinatown \| \| \| \| \| \| \| \| Main Street–Science World \| \| \| VCC–Clark \| \| \| \| \| \| \| \| \| \| \| \| \| Commercial–Broadway \| \| \| \| \| \| \| \| \| \| \| Nanaimo \| Nanaimo \| \| \| \| Renfrew \| Renfrew \| \| 29th Avenue \| 29th Avenue \| \| \| \| Rupert \| Rupert \| \| Joyce–Collingwood \| Joyce–Collingwood \| \| \| \| Highway 1 \| Highway 1 \| \| Patterson \| Patterson \| \| \| \| Gilmore \| Gilmore \| \| Metrotown \| Metrotown \| \| \| \| Brentwood Town Centre \| Brentwood Town Centre \| \| Royal Oak \| Royal Oak \| \| \| \| Holdom \| Holdom \| \| Edmonds \| Edmonds \| \| \| \| Sperling–Burnaby Lake \| Sperling–Burnaby Lake \| \| \| \| \| \| \| Lake City Way \| \| \| Edmonds Yard \| Edmonds Yard \| \| \| \| Production Way–University \| Production Way–University \| \| 22nd Street \| 22nd Street \| \| \| \| Lougheed Town Centre \| Lougheed Town Centre \| \| New Westminster \| New Westminster \| \| \| \| Evergreen Line \| Evergreen Line \| \| \| \| \| \| \| Highway 1 \| \| \| Columbia \| Columbia \| \| \| \| Braid \| Braid \| \| \| \| \| \| \| Sapperton \| \| \| Expo Line \| \| \| \| \| \| \| |                      |  |  |  |                           |                           |
| |                      |  |  |  | SeaBus                    |                           |
| Waterfront | Waterfront           |  |  |  | West Coast Express        | West Coast Express        |
| Dunsmuir-Tunnel |                      |  |  |  |                           |                           |
| Burrard |                      |  |  |  |                           |                           |
| Canada Line |                      |  |  |  |                           |                           |
| Granville |                      |  |  |  |                           |                           |
| |                      |  |  |  |                           |                           |
| |                      |  |  |  | Stadium–Chinatown         |                           |
| |                      |  |  |  | Main Street–Science World |                           |
| VCC–Clark |                      |  |  |  |                           |                           |
| |                      |  |  |  | Commercial–Broadway       |                           |
| |                      |  |  |  |                           |                           |
| Nanaimo | Nanaimo              |  |  |  | Renfrew                   | Renfrew                   |
| 29th Avenue | 29th Avenue          |  |  |  | Rupert                    | Rupert                    |
| Joyce–Collingwood | Joyce–Collingwood    |  |  |  | Highway 1                 | Highway 1                 |
| Patterson | Patterson            |  |  |  | Gilmore                   | Gilmore                   |
| Metrotown | Metrotown            |  |  |  | Brentwood Town Centre     | Brentwood Town Centre     |
| Royal Oak | Royal Oak            |  |  |  | Holdom                    | Holdom                    |
| Edmonds | Edmonds              |  |  |  | Sperling–Burnaby Lake     | Sperling–Burnaby Lake     |
| |                      |  |  |  | Lake City Way             |                           |
| Edmonds Yard | Edmonds Yard         |  |  |  | Production Way–University | Production Way–University |
| 22nd Street | 22nd Street          |  |  |  | Lougheed Town Centre      | Lougheed Town Centre      |
| New Westminster | New Westminster      |  |  |  | Evergreen Line            | Evergreen Line            |
| |                      |  |  |  | Highway 1                 |                           |
| Columbia | Columbia             |  |  |  | Braid                     | Braid                     |
| |                      |  |  |  | Sapperton                 |                           |
| Expo Line |                      |  |  |  |                           |                           |

Die Millennium Line ist eine U-Bahn-Linie des SkyTrain Vancouver, des Nahverkehrssystem der Agglomeration Metro Vancouver in Kanada. Die normalspurige Linie ist 20,3 km lang und besitzt 13 Stationen. Sie wurde am 5. Januar 2002 eröffnet und verbindet Vancouver mit Burnaby und New Westminster. Eigentümerin und Betreiberin ist die Verkehrsgesellschaft TransLink. Die Züge verkehren vollautomatisch mit Linearmotoren.

## Strecke
Vom Bahnhof Waterfront im Stadtzentrum Vancouvers bis zur Station Columbia in New Westminster verläuft die Millennium Line auf der gleichen Strecke wie die Expo Line. Nach der unterirdischen Verzweigungsstation führt die Linie durch einen rund 1 km langen Tunnel und danach aufgeständert über der Trasse von CN und BNSF durch den östlichen Teil New Westminsters. Die Millennium Line quert durch den südlichen Teil von Coquitlam, ohne jedoch dort zu halten.
Nach der Überquerung des Trans-Canada Highways wird die Station Lougheed Town Centre erreicht, wo eine Umsteigemöglichkeit zur zukünftigen Evergreen Line gebaut wird. Die Strecke verläuft weiter aufgeständert im Mittelstreifen oder an der Seite des Lougheed Highway bis westlich der Station Brentwood Town Centre, wo sie wieder auf die Trasse von CN und BNSF trifft. Zwischen Gilmore und Rupert wird der Trans-Canada Highway ein zweites Mal überquert. Nach Renfrew verläuft die Strecke durch einen Einschnitt bis zur Endstation VCC–Clark, bei Commercial Drive kreuzt sie sich dabei selbst.

## Geschichte

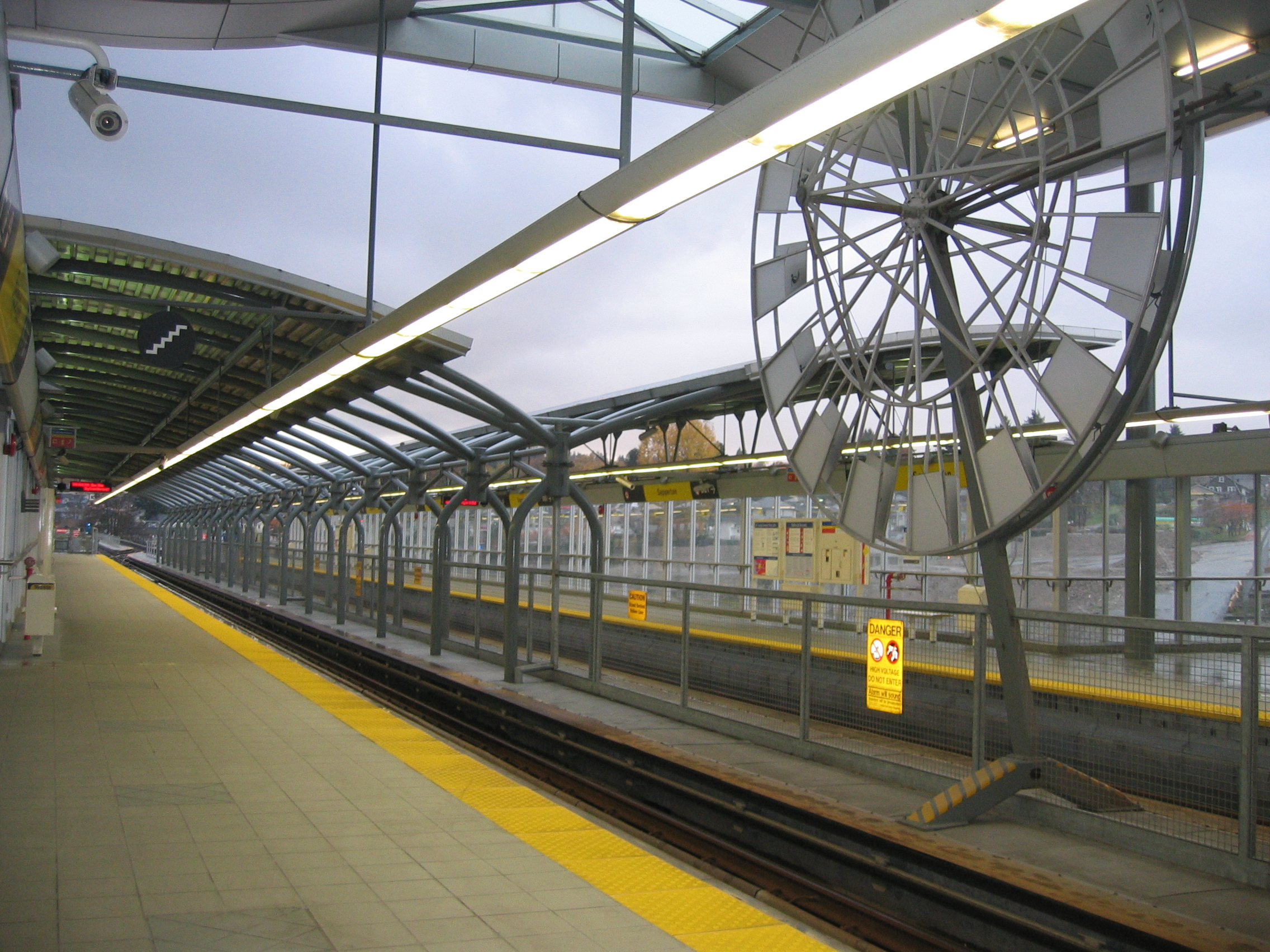
Ansicht der Station Sapperton

Als 1986 die Expo Line eröffnet wurde, war eine Verlängerung der Strecke zum Einkaufszentrum Lougheed Mall im Osten von Burnaby geplant, von der Station Royal Oak aus und der Edmonds Street entlang. Dieser Plan wurde nie realisiert. Ende der 1990er Jahre gab die Regierung der Provinz British Columbia den Bau einer gänzlich neuen Linie bekannt, die von VCC–Clark nach Lougheed Town Centre (in der Nähe des Einkaufszentrums) führen sollte. Dies sollte der erste Abschnitt einer „T-Line“, die in der zweiten Phase nach Coquitlam führen sollte. Die Provinzregierung entschied sich für das System Advanced Rapid Transit von Bombardier, womit eine Verbindung zur Betriebswerkstatt an der Expo Line notwendig war.
Da sich der Bau dieser Verbindung an der Station Broadway als zu unpraktisch erwies, sollten beide Linien stattdessen in New Westminster miteinander verbunden werden. Am Nordende der 1990 eröffneten Skybridge baute man Weichen ein; während dieser Arbeiten war die Brücke nur einspurig befahrbar. In der Station Lougheed Town Centre sollte die Zweigstrecke nach Coquitlam abzweigen, weshalb dort ein dritter Bahnsteig entstand. Nach einem Regierungswechsel wurde dieses Teilprojekt jedoch aufgegeben.
Die Eröffnung des ersten Abschnitts der Millennium Line erfolgte am 5. Januar 2002, die Züge verkehrten vorerst zwischen den Stationen Waterfront und Braid. Der zweite Abschnitt bis Commercial Drive folgte am 31. August desselben Jahres. Am 21. November 2003 wurde an der bestehenden Strecke die Station Lake City Way eröffnet. Seit dem 6. Januar 2006 verkehren die Züge weiter bis VCC–Clark.

## Projekte
Es bestehen Pläne, die Millennium Line langfristig weiter westwärts bis zur Cambie Street zu verlängern. Dabei entstünde eine Umsteigemöglichkeit zu der in Nord-Süd-Richtung verlaufenden, im Jahr 2009 eröffneten Canada Line. Eine weitere Verlängerung zum Campus der University of British Columbia erscheint angesichts der hohen Kosten hingegen nicht sinnvoll.
Die Evergreen Line von Lougheed Town Centre nach Coquitlam ersetzt die ursprünglich geplante Phase II der Millennium Line. Dabei handelt es sich ebenfalls um eine SkyTrain-Strecke, nachdem zunächst eine konventionelle Stadtbahn geplant gewesen war. Die Eröffnung ist für das Jahr 2016 vorgesehen, dann wird die Evergreen Line den Abschnitt zwischen Lougheed Town Centre und VCC–Clark von der Millennium Line übernehmen.